# Radioåret 2017

## Händelser
- 11 januari – Norge inleder sin övergång från FM-radio till det digitala marknätet DAB.[1]
- 21 januari – P3 Guldgalan.[2]
- 23 juni – Mammas nya kille sänder en midsommarspecial i Sveriges Radio P4.[3]

## Avlidna
- 3 april – John Chrispinsson, 60, journalist och programledare.

### Fotnoter
1. ↑  ”Norway's controversial radio switch-off” (på engelska). BBC. 6 januari 2017. http://www.bbc.com/news/technology-38529435. Läst 7 februari 2017.
2. ↑  ”De vann på P3 Guld-galan”. Expressen. 21 januari 2017. http://www.expressen.se/noje/de-vann-pa-p3-guld-galan/. Läst 8 februari 2017.
3. ↑  ”Mammas Nya Kille - Midsommarspecial - Mammas Nya Kille”. sverigesradio.se. (Sveriges Radio). http://sverigesradio.se/sida/avsnitt/916950?programid=2399. Läst 27 juli 2017.